# Lista di lingue ufficiali
Questa è una lista di lingue ufficiali degli Stati sovrani del mondo. Include tutte le lingue a cui è stato dato uno status ufficiale: sia a livello nazionale, che in parte dello Stato, sia a livello regionale o come lingua di minoranze linguistiche.
Sono inclusi solo gli Stati sovrani riconosciuti internazionalmente e sono quindi esclusi eventuali altre entità non autonome o dipendenti, la cui lingua ufficiale è conseguenza dello Stato da cui dipendono.
In un'appendice, sono indicate anche le lingue ufficiali di alcune delle principali istituzioni sovranazionali mondiali.

## A
- Afghanistan
  - Dari (dialetto del Persiano)
  - Pashto
- Albania
  - Albanese
- Algeria
  - Arabo
  - Berbero
- Andorra
  - Catalano
- Angola
  - Portoghese
- Antigua e Barbuda
  - Inglese
- Arabia Saudita
  - Arabo
- Argentina
  - Spagnolo
- Armenia
  - Armeno
- Australia
  - Inglese
- Austria
  - Tedesco (ufficiale)
  - Croato (in Burgenland) (lingua co-ufficiale)
  - Sloveno (in Carinzia) (lingua co-ufficiale)
  - Ungherese (in Burgenland) (lingua co-ufficiale)
- Azerbaigian
  - Azero

## B
- Bahamas
  - Inglese
- Bahrein
  - Arabo
- Bangladesh
  - Bengali
  - Inglese
- Barbados
  - Inglese
- Belgio
  - Francese
  - Olandese
  - Tedesco
- Belize
  - Inglese
- Benin
  - Francese
- Bhutan
  - Dzongkha
- Bielorussia
  - Bielorusso
  - Russo
- Birmania
  - Birmano
- Bolivia
  - Lingua dei segni boliviana
  - Aymara
  - Quechua
  - Spagnolo
  - Araona
  - Baure
  - Bésiro
  - Canichana
  - Cavineño
  - Cayubaba
  - Chácobo
  - Chimán
  - Ese ejja
  - Guaraní
  - Guarasu'we
  - Guarayu
  - Itonama
  - Leco
  - Machajuyai-kallawaya
  - Machineri
  - Maropa
  - Mojeñotrinitario
  - Mojeño-ignaciano
  - Moré
  - Mosetén
  - Movima
  - Pacawara
  - Puquina
  - Sirionó
  - Tacana
  - Tapiete
  - Toromona
  - Uru-chipaya
  - Weenhayek
  - Yaminawa
  - Yuki
  - Yuracaré
  - Zamuco
- Bosnia ed Erzegovina
  - Bosniaco
  - Croato
  - Serbo
- Botswana
  - Inglese
- Brasile
  - Portoghese
  - Tedesco (localmente)
  - Italiano (localmente)
  - Libras
- Brunei
  - Malese
- Bulgaria
  - Bulgaro
- Burkina Faso
  - Francese
- Burundi
  - Francese
  - Kirundi

## C
- Cambogia
  - Khmer
- Camerun
  - Francese
  - Inglese
- Canada
  - Inglese
  - Francese
  - Lingua dei segni americana
  - Lingua dei segni quebechese
- Capo Verde
  - Portoghese
- Rep. Ceca
  - Ceco
- Rep. Centrafricana
  - Francese
- Ciad
  - Arabo
  - Francese
- Cile
  - Spagnolo
  - Lingua dei segni cilena
- Cina
  - Mandarino standard
  - Cantonese ( Hong Kong,  Macao)
  - Portoghese ( Macao)
  - Coreano
  - Hmong
  - Kazako
  - Mongolo
  - Sichuan yi
  - Tibetano
  - Uiguro
  - Zhuang
- Cina, Repubblica di Taiwan
  - Cinese standard
- Cipro
  - Greco
  - Turco
- Colombia
  - Spagnolo
- Comore
  - Arabo
  - Comoriana
  - Francese
- RD del Congo
  - Francese
- Rep. del Congo
  - Francese
- Corea del Nord
  - Coreano
- Corea del Sud
  - Coreano
- Costa Rica
  - Spagnolo
- Costa d'Avorio
  - Francese
- Croazia
  - Croato
  - Italiano (Regione istriana)
  - Serbo (ex-Repubblica Serba di Krajina)
- Cuba
  - Spagnolo

## D
- Danimarca
  - Danese
  - Faroese ( Fær Øer)
  - Groenlandese ( Groenlandia)
  - Lingua dei segni danese
- Dominica
  - Inglese
- Rep. Dominicana
  - Spagnolo

## E
- Ecuador
  - Spagnolo
- Egitto
  - Arabo
- El Salvador
  - Spagnolo
- Emirati Arabi Uniti
  - Arabo
- Eritrea
  - Arabo
  - Tigrino (de facto)
- Estonia
  - Estone
- Etiopia
  - Amarico
  - Tigrino
  - Oromo
  - Afar
  - Somali

## F
- Figi
  - Inglese
  - Figiano
  - Hindi figiano
- Filippine
  - Inglese
  - Filippino
- Finlandia
  - Finlandese (ufficiale, eccetto nelle  Isole Åland)
  - Svedese
  - Lingua dei segni finlandese
- Francia
  - Francese

## G
- Gabon
  - Francese
- Gambia
  - Inglese
- Georgia
  - Georgiano
  - Abcaso (in  Abcasia)
  - Osseto (in  Ossezia del Sud)
- Germania
  - Tedesco
  - Basso-tedesco
  - Danese
  - Lingue sorabe
  - Frisone settentrionale
  - Frisone orientale
  - Romaní
- Ghana
  - Inglese
- Giamaica
  - Inglese
- Giappone
  - Giapponese
- Gibuti
  - Arabo
  - Francese
- Giordania
  - Arabo
- Grecia
  - Greco
  - Lingua dei segni greca
- Grenada
  - Inglese
- Guatemala
  - Spagnolo
- Guinea
  - Francese
- Guinea-Bissau
  - Portoghese
- Guinea Equatoriale
  - Francese
  - Spagnolo
  - Portoghese
- Guyana
  - Inglese

## H
- Haiti
  - Francese
  - Creolo Haitiano
- Honduras
  - Spagnolo

## I
- India
  - Hindi
  - Inglese
  - Assamese (ufficiale in Assam)
  - Bengalese ufficiale in:
    - Tripura
    - Bengala Occidentale

  - Bodo (ufficiale in Assam)
  - Dogri (ufficiale in Jammu e Kashmir)
  - Gujarati ufficiale in:
    - Dadra e Nagar Haveli
    - Daman e Diu
    - Gujarat

  - Kannada (ufficiale in Karnataka)
  - Kashmiri (ufficiale in Jammu e Kashmir)
  - Konkani (ufficiale in Goa)
  - Maithili (ufficiale in Bihar)
  - Malayalam ufficiale in 
    - Kerala
    - Pondicherry
    - Laccadive

  - Manipuri (ufficiale in Manipur)
  - Marathi ufficiale in:
    - Maharashtra
    - Goa

  - Marwari
  - Nepalese (ufficiale in Sikkim)
  - Oriya (ufficiale in Orissa)
  - Punjabi (ufficiale in Punjab)
  - Santali (ufficiale in Jharkhand)
  - Sentinelese (parlata a Isola di North Sentinel)
  - Tamil ufficiale in:
    - Tamil Nadu
    - Pondicherry

  - Telugu ufficiale in:
    - Andhra Pradesh
    - Pondicherry

  - Urdu (ufficiale in Jammu e Kashmir)
- Indonesia
  - Indonesiano
  - Balinese
  - Giavanese
  - Lingua aceh
- Iran
  - Persiano
- Iraq
  - Arabo
  - Curdo (nel  Kurdistan iracheno)
- Irlanda
  - Inglese
  - Irlandese
- Islanda
  - Islandese
  - Lingua dei segni islandese
- Israele
  - Arabo
  - Ebraico
- Italia[1]
  - Italiano
  - Albanese
  - Catalano
  - Croato
  - Francese ( Valle d'Aosta)
  - Francoprovenzale
  - Friulano
  - Lingue germaniche Provincia di Bolzano in  Trentino-Alto Adige e in  Friuli-Venezia Giulia a livello comunale
  - Greco
  - Ladino ufficiale in:
    - Provincia di Bolzano in  Trentino-Alto Adige
    - A livello provinciale tra  Trentino-Alto Adige e  Veneto

  - Occitano
  - Sardo ( Sardegna)
  - Sloveno ufficiale in
    - Province di Gorizia, Trieste e Udine nel  Friuli-Venezia Giulia
    -  Friuli-Venezia Giulia a livello comunale

  - Lingua dei segni italiana

## K
- Kosovo
  - Albanese
  - Serbo

- Kazakistan
  - Russo
  - Kazako
- Kenya
  - Inglese
  - Swahili
- Kirghizistan
  - Russo
  - Kirghiso
- Kiribati
  - Inglese
  - Gilbertese
- Kuwait
  - Arabo

## L
- Laos
  - Lao
- Lesotho
  - Inglese
  - Sesotho
- Lettonia
  - Lettone
- Libano
  - Arabo
- Liberia
  - Inglese
- Libia
  - Arabo
- Liechtenstein
  - Tedesco
- Lituania
  - Lituano
- Lussemburgo
  - Francese
  - Tedesco
  - Lussemburghese

## M
- Macedonia del Nord
  - Macedone
  - Romaní (regionalmente)
  - Albanese
- Madagascar
  - Francese
  - Malgascio
- Malawi
  - Inglese
  - Chichewa
- Malaysia
  - Malese
- Maldive
  - Dhivehi
- Mali
  - Francese
- Malta
  - Maltese
  - Inglese
- Marocco
  - Arabo
  - Berbero
- Isole Marshall
  - Inglese
  - Marshallese
- Mauritania
  - Arabo
- Mauritius
  - Inglese
- Messico
  - Nessuna lingua ufficiale; lo spagnolo è de facto la lingua ufficiale.
- Micronesia
  - Inglese
- Moldavia
  - Romeno[2]
- Monaco
  - Francese
- Mongolia
  - Mongolo
- Montenegro
  - Serbo (dialetto Štokavo, detta anche lingua montenegrina)
- Mozambico
  - Portoghese

## N
- Namibia
  - Inglese
- Nauru
  - Nauruano
- Nepal
  - Nepalese
- Nicaragua
  - Spagnolo
- Niger
  - Hausa
- Nigeria
  - Inglese
- Norvegia
  - Norvegese (Bokmål)
  - Norvegese (Nynorsk)
- Nuova Zelanda
  - Inglese è di fatto la lingua ufficiale
  - Māori
  - Lingua dei segni neozelandese

## O
- Oman
  - Arabo

## P
- Paesi Bassi
  - Olandese
  - Papiamento
  - Frisone occidentale
  - Inglese
- Pakistan
  - Inglese
  - Urdu
- Palau
  - Inglese
  - Palauano
- Palestina
  - Arabo
- Panama
  - Spagnolo
- Papua Nuova Guinea
  - Inglese
  - Hiri Motu
  - Tok Pisin
  - Papua New Guinean Sign Language
- Paraguay
  - Guaraní
  - Spagnolo
- Perù
  - Aymara
  - Quechua
  - Spagnolo
- Polonia
  - Polacco
- Portogallo
  - Portoghese
  - Mirandese (regionalmente)

## Q
- Qatar
  - Arabo

## R
- Regno Unito
  - Nessuna lingua ufficiale stabilita, l'Inglese è di fatto la lingua ufficiale.
  - Gaelico scozzese (nella  Scozia)
  - Gallese (nel  Galles)
- Romania
  - Rumeno
- Ruanda
  - Inglese
  - Francese
  - Kinyarwanda
- Russia
  - Russo
  - Abazino nella  Karačaj-Circassia
  - Adighè nell' Adighezia
  - Agul nel  Daghestan
  - Altai nella  Repubblica dell'Altaj
  - Avaro nel  Daghestan
  - Azero nel  Daghestan
  - Baschira nella  Baschiria
  - Buriata nella  Buriazia
  - Cabardo nella  Cabardino-Balcaria
  - Calmucco nella  Calmucchia
  - Caraciai-balcaro nella  Karačaj-Circassia
  - Ceceno ufficiale in:
    -  Cecenia
    -  Daghestan

  - Chakasso nella  Chakassia
  - Circasso nella  Karačaj-Circassia
  - Ciuvascio nella  Ciuvascia
  - Dargwa nel  Daghestan
  - Inguscio nell' Inguscezia
  - Lak nel  Daghestan
  - Lesga nel  Daghestan
  - Komi nella  Repubblica dei Komi
  - Mari nella  Repubblica dei Mari
  - Mordvino nella  Mordovia
  - Nogai ufficiale in:
    -  Karačaj-Circassia
    -  Daghestan

  - Osseto nell' Ossezia Settentrionale-Alania
  - Rutulo nel  Daghestan
  - Sacha nella  Sacha (Jacuzia)
  - Tabasarano nel  Daghestan
  - Tat nel  Daghestan
  - Tataro nel  Tatarstan
  - Tsakhur nel  Daghestan
  - Tuvano nella  Tuva
  - Udmurto nell' Udmurtia
  - Yiddish nell' Oblast' autonoma ebraica

## S
- Sahara Occidentale
  - Arabo
- Saint Kitts e Nevis
  - Inglese
- Saint Lucia
  - Inglese
- Saint Vincent e Grenadine
  - Inglese
- Samoa
  - Inglese
  - Samoano
- San Marino
  - Italiano
- São Tomé e Príncipe
  - Portoghese
- Senegal
  - wolof, Serer, Francese
- Serbia
  - Serbo (ufficiale)
  - Croato (in  Voivodina)
  - Ungherese (in  Voivodina)
  - Rumeno (in  Voivodina)
  - Ruteno (in  Voivodina)
  - Slovacco (in  Voivodina)
  - Lingua dei segni serba
- Seychelles
  - Inglese
  - Francese
  - Creolo delle Seychelles
- Sierra Leone
  - Inglese
- Singapore
  - Inglese
  - Malese
  - Cinese
  - Tamil
- Siria
  - Arabo
- Slovacchia
  - Slovacco
  - Tedesco (localmente)
- Slovenia
  - Sloveno
  - Italiano (Ancarano, Capodistria, Isola d'Istria e Pirano)
  - Ungherese (Dobrovnik, Hodoš, e Lendava)
- Isole Salomone
  - Inglese
- Somalia
  - Somalo
  - Arabo ufficiale in:
    -  Puntland
    -  Somaliland
- Spagna
  - Spagnolo (ufficiale)
  - Basco ufficiale in
    -  Paesi Baschi
    -  Navarra

  - Catalano ufficiale in:
    -  Isole Baleari
    -  Catalogna
    -  Valencia

  - Galiziano ( in Galizia)
  - Occitano (in  Catalogna)
  - Lingua dei segni catalana (in  Catalogna)
- Sri Lanka
  - Singalese
  - Tamil
- Stati Uniti
  - Nessuna lingua ufficiale stabilita, l'Inglese è de facto la lingua ufficiale e nazionale.
  - Inglese ufficiale in:
    -  Alaska
    -  Alabama
    -  Samoa Americane
    -  Arizona
    -  Arkansas
    -  California
    -  Colorado
    -  Florida
    -  Georgia
    -  Guam
    -  Hawaii
    -  Idaho
    -  Illinois
    -  Indiana
    -  Iowa
    -  Kansas
    -  Kentucky
    -  Mississippi
    -  Missouri
    -  Montana
    -  Nebraska
    -  Carolina del Nord
    -  Nord Dakota
    -  Oklahoma
    -  Isole Marianne Settentrionali
    -  Carolina del Sud
    -  Sud Dakota
    -  Tennessee
    -  Isole Vergini Americane
    -  Utah
    -  Virginia
    -  Wyoming

  - Francese (in  Louisiana)
  - Caroliniano (in  Isole Marianne Settentrionali)
  - Chamorro ufficiale in
    -  Guam
    -  Isole Marianne Settentrionali)

  - Hawaiano (in  Hawaii)
  - Samoano (in  Samoa Americane)
  - Spagnolo ufficiale in
    -  Porto Rico
    -  Nuovo Messico

  - Lingua dei segni americana (de facto)
- Sudafrica
  - Afrikaans
  - Inglese
  - Ndebele
  - Sesotho del nord
  - Sesotho
  - Swazi
  - Tsonga
  - Tswana
  - Venda
  - Xhosa
  - Zulu
- Sudan
  - Arabo
  - Inglese
- Sudan del Sud
  - Inglese
- Suriname
  - Olandese
- Svezia
  - Nessuna lingua ufficiale stabilita, lo Svedese è di fatto la lingua ufficiale.
- Svizzera
  - Francese (ufficiale in tutta la Confederazione)
  - Tedesco (ufficiale in tutta la Confederazione)
  - Italiano (ufficiale in tutta la Confederazione)
  - Romancio (ufficiale in tutta la Confederazione)
  - Lingua dei segni italiana
  - Lingua dei segni francese
  - Lingua dei segni tedesca
- eSwatini o Swaziland
  - Inglese
  - Swati

## T
- Taiwan
  - Cinese standard
- Tagikistan
  - Tagico
- Tanzania
  - Inglese
  - Swahili
- Thailandia
  - Thai
- Timor Est
  - Portoghese
  - Tetum
- Togo
  - Francese
- Tonga
  - Inglese
  - Tongano (nazionale)
- Trinidad e Tobago
  - Inglese
- Tunisia
  - Arabo
- Turchia
  - Turco
- Turkmenistan
  - Turkmeno
- Tuvalu
  - Inglese
  - Tuvaluano

## U
- Ucraina
  - Ucraino
- Uganda
  - Inglese
  - Swahili
- Ungheria
  - Ungherese
- Uruguay
  - Spagnolo
- Uzbekistan
  - Uzbeko

## V
- Vanuatu
  - Inglese
  - Francese
  - Bislama
- Città del Vaticano
  - Italiano[3]
  - Latino[4]
- Venezuela
  - Spagnolo
  - italiano (localmente)
- Vietnam
  - Vietnamita

## Y
- Yemen
  - Arabo

## Z
- Zambia
  - Inglese
- Zimbabwe
  - Lingua shona
  - Lingua ndebele del nord
  - Lingua dei segni dello Zimbabwe
  - chewa
  - sena
  - kalanga
  - nambya
  - ndau
  - shangani
  - sotho del Nord
  - tonga
  - tosa
  - tswana
  - venda
  - xhosa

## Lingue ufficiali delle principali istituzioni sovranazionali mondiali
- Lingue delle Nazioni Unite (ONU): inglese, francese, spagnolo, russo, cinese, arabo [6]
- Lingue dell'Organizzazione del Trattato dell'Atlantico del Nord (NATO): inglese, francese [2]
- Lingue dell'Unione Africana (UA): arabo, inglese, francese, portoghese, spagnolo, swahili [6]
- Lingue dell'Unione Europea (UE): inglese, francese, spagnolo, portoghese, italiano, bulgaro, ceco, croato, danese, estone, finlandese, greco, irlandese/gaelico, lettone, lituano, maltese, olandese, polacco, romeno, slovacco, sloveno, tedesco, ungherese [24] [il lussemburghese e il turco non vi fanno parte]
- Lingue dell'Organizzazione Mondiale del Commercio (WTO): inglese, francese, spagnolo [3]
- Lingue della Banca Mondiale (WB): inglese [1] [ma il suo sito internet è tradotto in molte lingue maggiori, tra cui spagnolo, francese, cinese moderno standard, arabo, portoghese, hindi, giapponese...]
- Lingue del Fondo Monetario Internazionale (FMI): inglese [1] [ma il suo sito internet è tradotto in: spagnolo, francese, arabo, cinese moderno standard, russo, giapponese]
- Lingue dell'ASEAN: inglese, indonesiano, tamil, vietnamita, thailandese, filippino, birmano, malese, khmer, lao [10]
- Lingue dell'INTERPOL: inglese, arabo, spagnolo, francese [4]
- Lingue dell'Organizzazione internazionale della francofonia: francese [1]
- Lingue della Comunità dei Paesi di lingua portoghese: portoghese [1]
- Lingue del Commonwealth delle nazioni: inglese [1]
- Lingue della Croce Rossa: ? [ma il suo sito internet è tradotto in inglese, spagnolo, portoghese, francese, cinese moderno standard, arabo, russo] [7]
- Lingue della Corte Penale Internazionale: inglese, spagnolo, francese, cinese moderno standard, arabo, russo [6]

A margine, alcune delle lingue dei paesi BRICS (che non è un'organizzazione ma un'alleanza simile a un G8) sono: inglese, hindi, cinese moderno standard, portoghese brasiliano, russo [5] (il Sudafrica e l'India hanno molte altre lingue locali elevate al rango di lingua ufficiale. Se al BRICS si aggiunge la Turchia, diventa "BRICST" e si aggiunge il turco, la sesta lingua).